# Donaustadtbrücke
Donaustadtbrücke je zavěšený most ve Vídni na řece Dunaji, který spojuje vídeňské městské okresy Leopoldstadt a Donaustadt. Je 741 m dlouhý.
Byl vybudován v letech 1995 až 1997.
Od roku 2010 přes most jezdí vlaky linky U2 vídeňského metra; na jižním konci se nachází stanice Donaumarina a na severním Donaustadtbrücke.